# Geologia planetei Marte

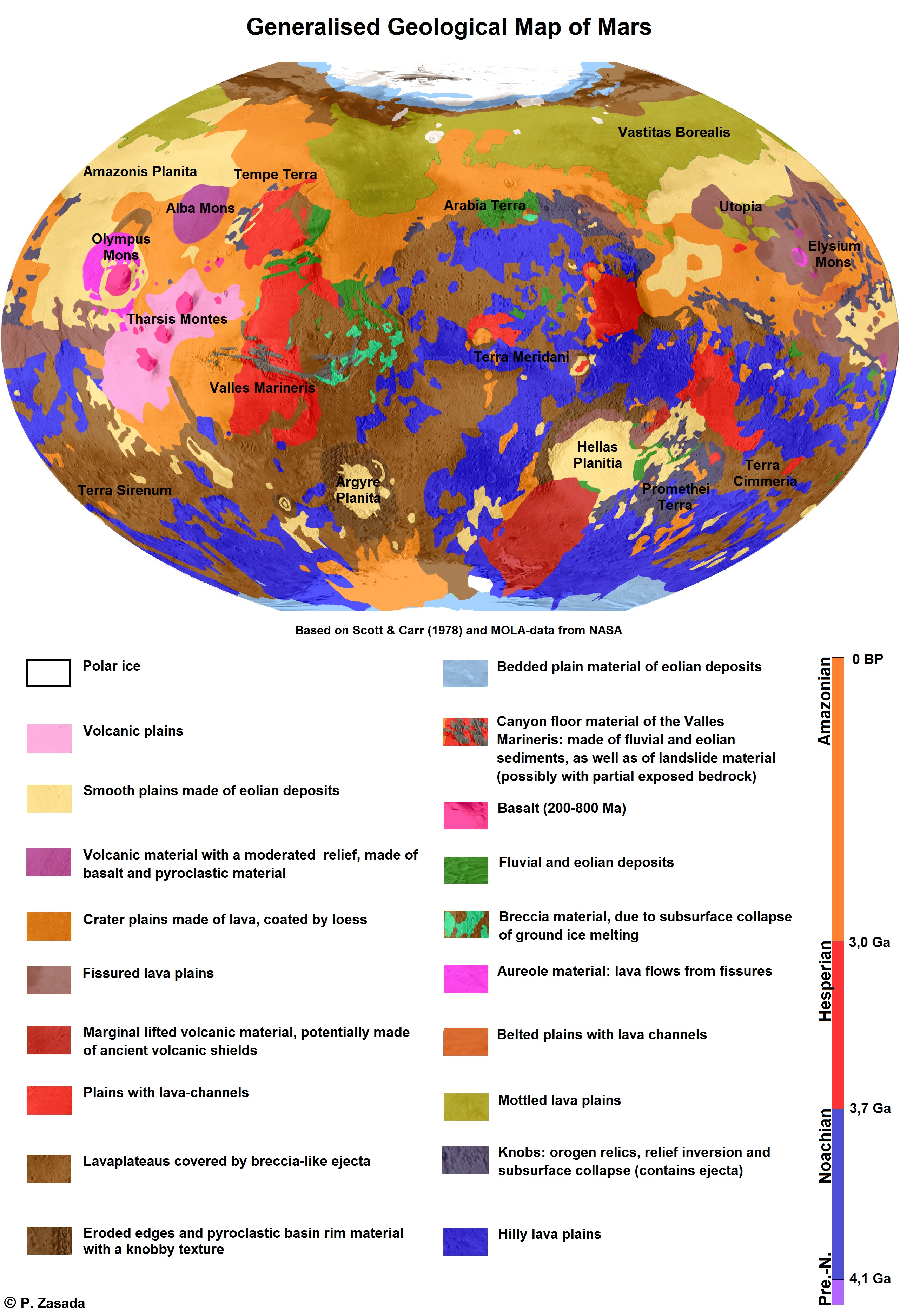
Harta geologică generală a planetei Marte

Geologia planetei Marte este studiul științific al suprafeței, crustei și interiorului planetei Marte. Domeniul pune accentul pe compoziția, structura, istoria și procesele fizice care au modelat planeta, fiind analogă cu domeniul geologiei terestre. În științele planetare, termenul geologie este utilizat în sensul său cel mai larg pentru a desemna studiul părților solide ale planetelor și sateliților. Termenul încorporează aspecte ale geofizicii, geochimiei, mineralogiei, geodeziei și cartografiei. Termenul areologie este un neologism care provine din cuvântul grecesc Arēs (desemnând Marte), și este utilizat frecvent ca sinonim pentru geologia planetei Marte în mediile populare și în operele științifico-fantastice (de exemplu, trilogia Marte a lui Kim Stanley Robinson).

## Caracteristici
Planeta Marte prezintă o serie de caracteristici de suprafață distincte, la scară largă, care indică tipurile de procese geologice care au avut loc de-a lungul timpului. Împreună, regiunile fiziografice ale planetei ilustrează modul în care procesele geologice care implică vulcanismul, tectonismul, apa, gheața și impactul au modelat planeta la scară globală.

### Dihotomia emisferelor
Emisferele nordică și sudică ale planetei Marte sunt extrem de diferite în ceea ce privește topografia și fiziografia. Această dihotomie este o caracteristică geologică globală fundamentală a planetei. Emisfera nordică este o imensă depresiune topografică. Aproximativ o treime din suprafață (cea mai mare parte în emisfera nordică) se află la o altitudine cu 3-6 km mai mică decât cele două treimi din sud. Aceasta este o caracteristică de relief de prim ordin, la fel ca diferența de altitudine dintre continentele și bazinele oceanice ale Pământului.